# Teatersupén
Teatersupén är ett TV-program i åtta delar som visades på Svt 2010. I serien visas klipp från aktuella teaterpjäser, och tittarna får även se två av skådespelarna laga mat och diskutera teater. De andra skådespelarna bjuds sedan på maten som lagats och skådespelarna samtalar om teateruppsättningen, kärleken till teatern, minnen från allas karriärer och äktenskapets utmaningar.
I det första avsnittet medverkade Pia Johansson och Dan Ekborg i Vem är rädd för Virginia Woolf, som spelas på Stockholms Stadsteater. Berättaren i serien är Thorsten Flinck.
Uppsättningar och värdpar:
Avsnitt 2: Hairspray - Chinateatern
Värdar: Morgan Alling och Gladys del Pilar
Avsnitt 3: Macbeth - Momentteatern
Värdar: Sven Wollter och Pontus Stenshäll
Avsnitt 4: Figaros bröllop - Parkteatern
Värdar: Sven Ahlström och Johannes Bah Kuhnke
Avsnitt 5: My Fair Lady - Oscarsteatern
Värdar: Helen Sjöholm och Jan Malmsjö.
Avsnitt 6: Hallå Pappsi! - Odenteatern
Värdar: Börje Ahlstedt och Klas Ahlstedt
Avsnitt 7: Plaza svit - Nöjeshunden i samarbete med Riksteatern
Värdar: Lill Lindfors och Tomas Bolme
Avsnitt 8: Askungen - Unga Dramaten
Värdar: Torkel Petersson och Lotta Tejle